# Championnat d'Asie masculin de basket-ball 2009
Navigation
Japon 2007 Chine 2011
Le Championnat d'Asie de basket-ball 2009 s'est déroulé du 6 août au 16 août 2009 à Tianjin, en Chine.
L'Iran a remporté le 2e titre de son histoire, après celui de 2007, en battant la Chine en finale, 70 à 52.

## Classement final
Les trois premières équipes (notées en vert) sont qualifiées pour le Championnat du Monde 2010.
| Place              | Équipe              | Bilan |
| ------------------ | ------------------- | ----- |
| Médaille d'or      | Iran                | 9-0   |
| Médaille d'argent  | Chine               | 8–2   |
| Médaille de bronze | Jordanie            | 7-2   |
| 4                  | Liban               | 5-4   |
| 5                  | Taïwan              | 5-4   |
| 6                  | Qatar               | 4-5   |
| 7                  | Corée               | 6-3   |
| 8                  | Philippines         | 4-5   |
| 9                  | Kazakhstan          | 4-4   |
| 10                 | Japon               | 3-5   |
| 11                 | Koweït              | 2-6   |
| 12                 | Émirats arabes unis | 1-7   |
| 13                 | Inde                | 2-3   |
| 14                 | Ouzbékistan         | 1-4   |
| 15                 | Indonésie           | 1-4   |
| 16                 | Sri Lanka           | 0-5   |